# Салдаш
Салдаш (також Солдаш) — село в Кубатлинському районі Азербайджану.

## Історія
У 1993 році село взяли під контроль Збройні сили Республіки Вірменія.

## Топонімія
Село Салдаш розташоване на південному заході гори Хартіз, в передгір'ях. Територія села раніше була кишлаком племені софулу і називалася Салдашлиг. Кишлак, згодом став селищем, яке було офіційне назване Салдаш.